# Enno Rudolph Brenneysen
Enno Rudolph Brenneysen (Esens, 1669. október 26. – Aurich, 1734. szeptember 22.) német politikus.

## Életrajza
Carl Johann Ludwig Brenneysen és Fennke Schlecht fiaként született. Nordenben végezte el a középiskolát, majd Halléban folytatott jogi tanulmányokat. 1697-ben államszolgálatba lépett és 1708-ban alkancellár, 1720-ban kancellár lett.

## Fordítás
- Ez a szócikk részben vagy egészben  az   Enno Rudolph Brenneysen című német Wikipédia-szócikk fordításán alapul.  Az eredeti cikk szerkesztőit annak laptörténete sorolja fel. Ez a jelzés csupán a megfogalmazás eredetét és a szerzői jogokat jelzi, nem szolgál a cikkben szereplő információk forrásmegjelöléseként.